# Szalagtapló
A szalagtapló (Neoantrodia serialis) a Fomitopsidaceae családba tartozó, az egész világon előforduló, elhalt fenyőtörzseken élő, nem ehető gombafaj. 

## Megjelenése
A szalagtapló termőteste 2-20 (35) széles, fehéres bevonatot alkot a fán, amelyen kisebb gumószerű kalapocska fejlődik; ezek szalag- vagy tetőcserépszerűen összenőnek. A kalapok eleinte fehéresek, majd sárgásbarnák, végül sötétbarnák. Növekvő szélük fehéressárgás, felületük fiatalon finoman nemezes, később lecsupaszodnak.
Csöves termőrétege az aljzatra szélesen lefutó, pórusai kerekdedek vagy hosszúkásak, viszonylag szűkek (2-4 db/mm). Színük fehéres, idősen sárgásokker.
Húsa kezdetben fehéres, később halvány parafaszínű. Fiatalon nedvdús, bőrszerű, majd szívós parafaszerűvé válik. Szaga nem jellegzetes, íze kesernyés.
Spórapora fehéres. Spórája elliptikus, sima, inamiloid, mérete 6-10 x 3-4 µm.

### Hasonló fajok
A gyökérrontó tapló hasonlít hozzá.  

## Elterjedése és termőhelye
Kozmopolita faj, az egész világon elterjedt. Magyarországon nem gyakori. 
Elhalt fenyőtörzseken (beleértve a feldolgozott épületfát is) található meg, azok anyagában barnakorhadást okoz. Termőteste egész évben látható.

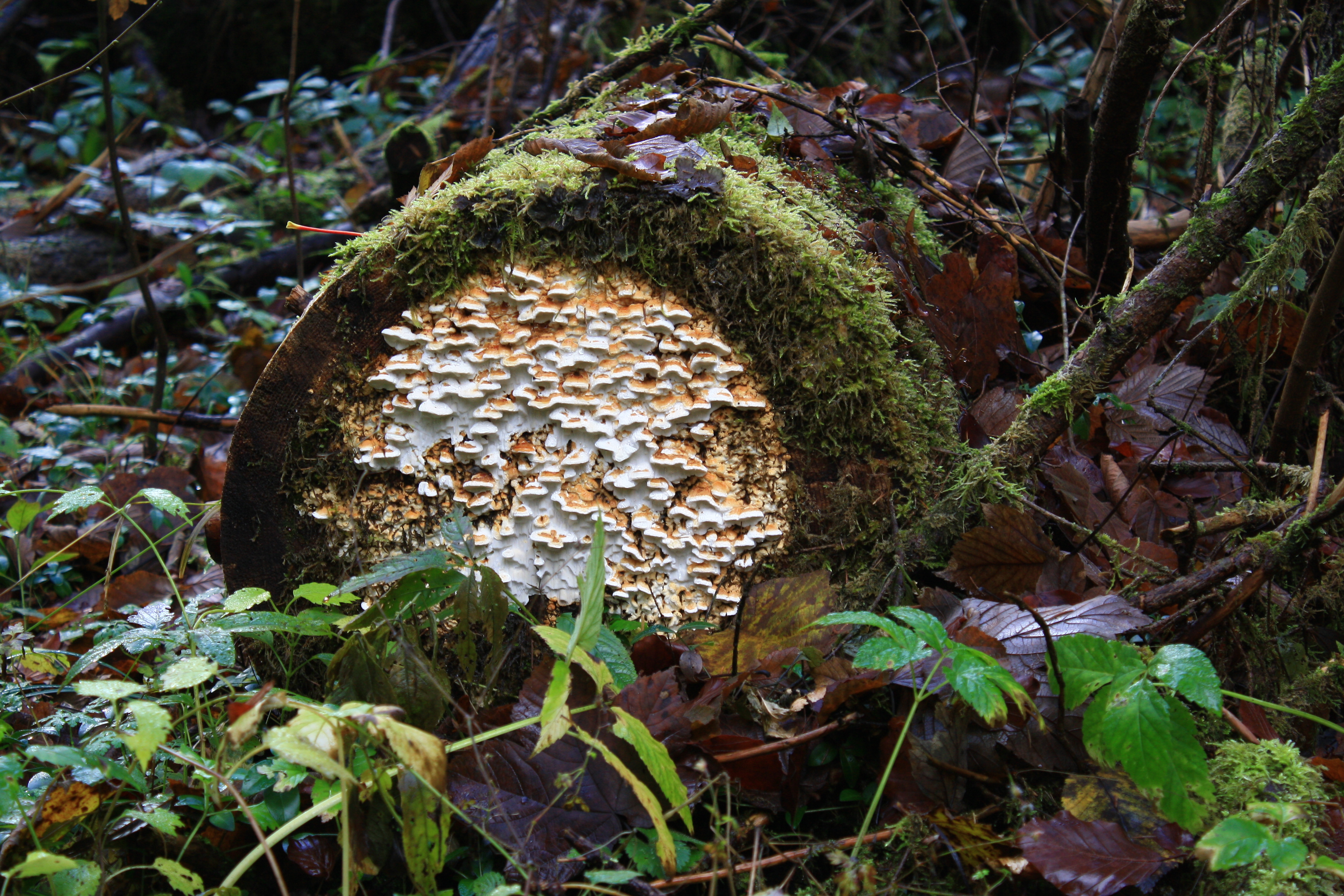
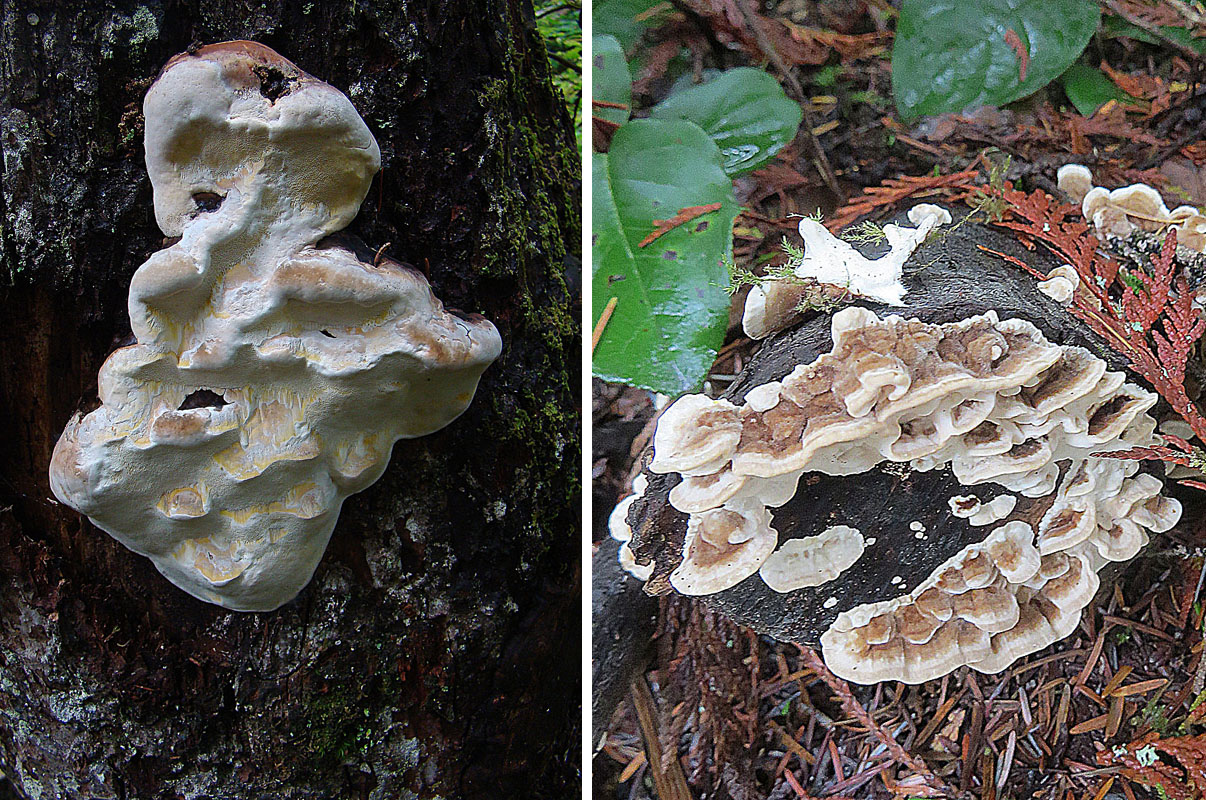
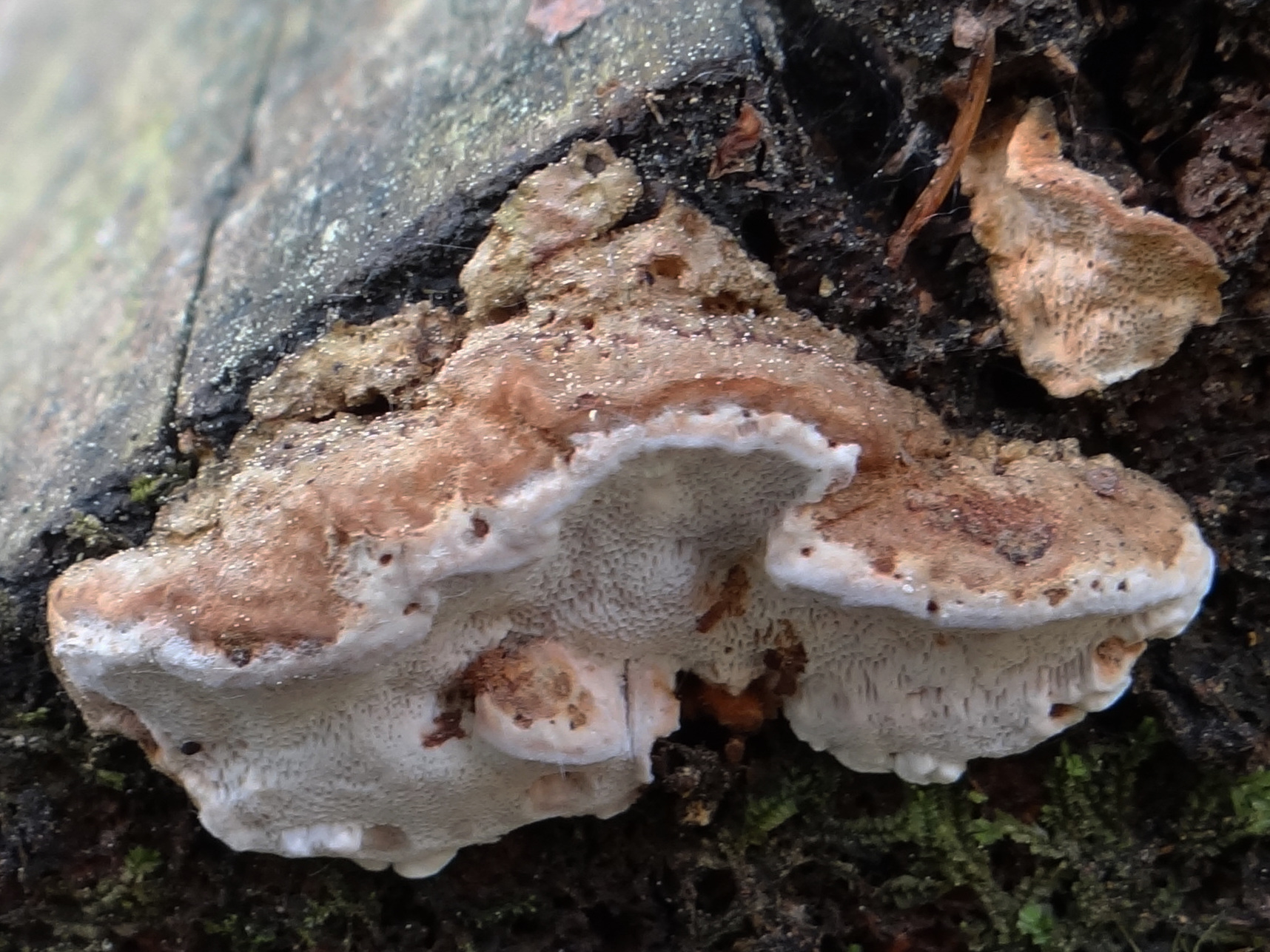
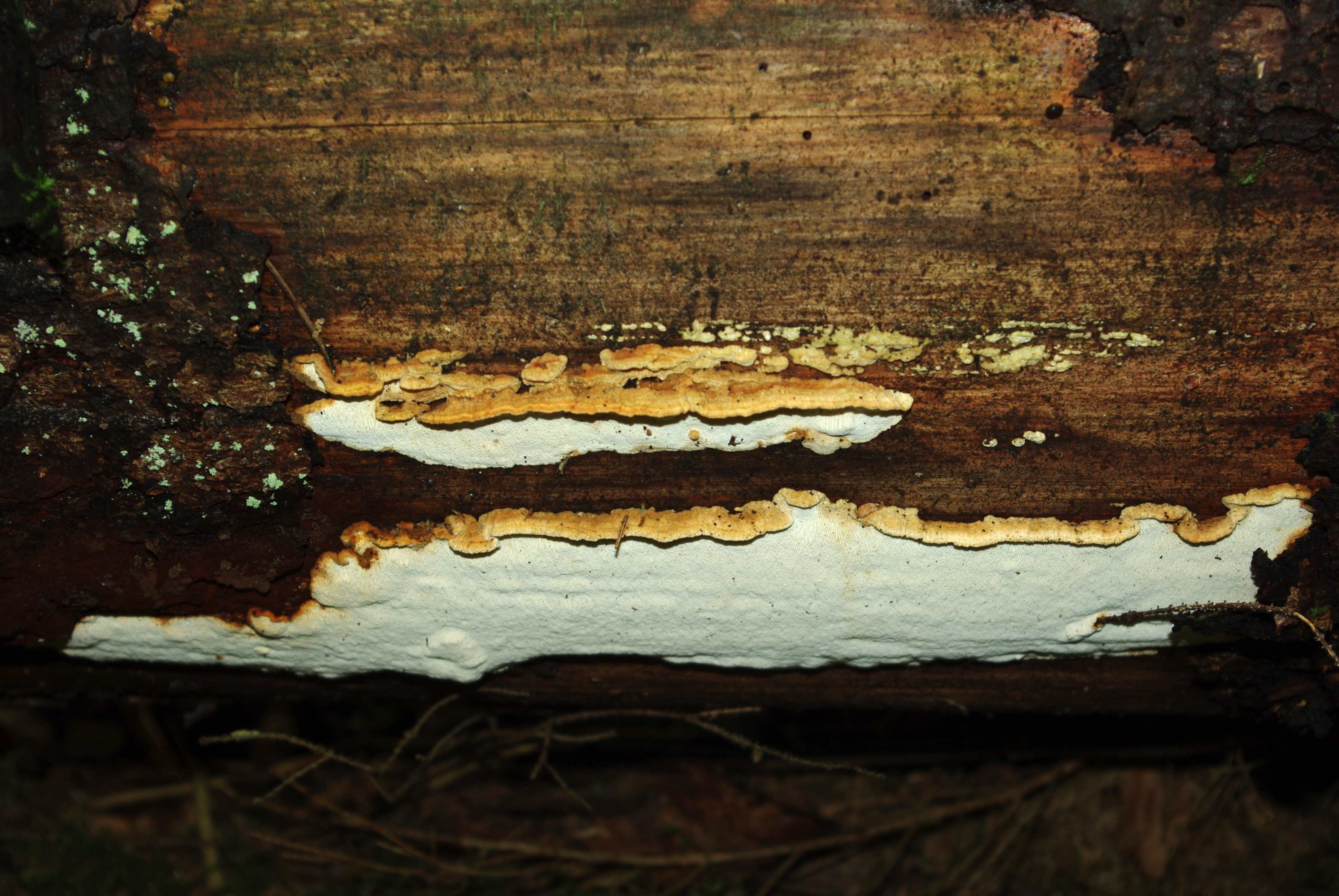
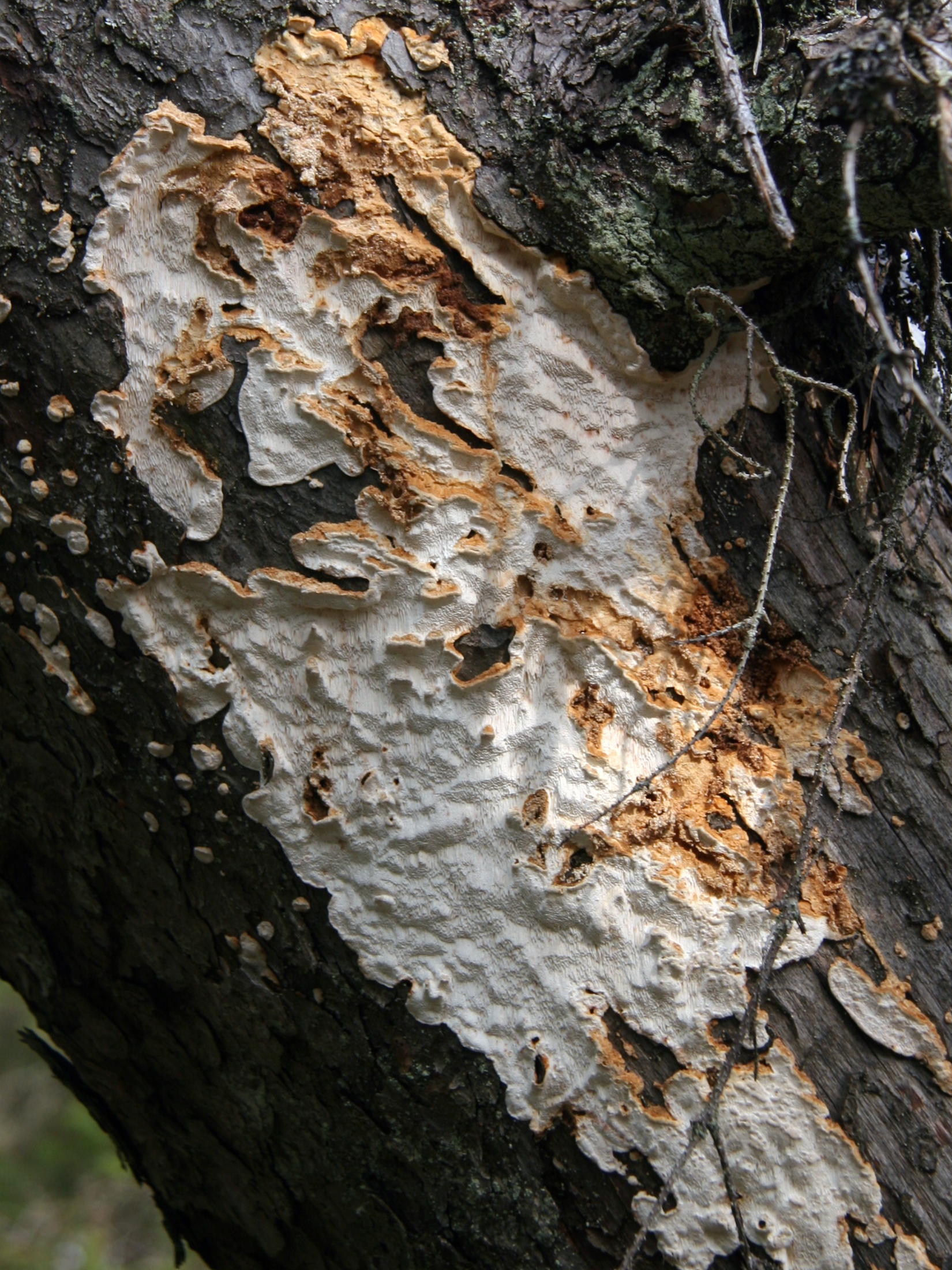

Nem ehető. 